# Nick Cullather
Nick Cullather est un historien américain et professeur au département d'histoire de l'Université d'Indiana. Il est spécialisé dans l'étude des relations étrangères des États-Unis et plus particulièrement dans l'histoire du renseignement, du développement et de la construction des nations.   

## Biographie
Diplômé de l'université d'Indiana, Nick Cullather a tout d'abord exercé la fonction d'attaché de presse pour le représentant américain Lee H. Hamilton dans les années 1980, avant d'obtenir son doctorat à l'université de Virginie en 1993.  
Il intègre par la suite le personnel d'histoire de la Central Intelligence Agency. Durant un an, il analyse des documents déclassifiés de l'Agence afin de retracer une des opérations les plus célèbres de la CIA : PBSUCCESS. Ce projet, visant à destituer le président guatémaltèque Jacobo Árbenz Guzmán en 1954 fut longtemps considéré aux yeux de l'Agence comme une opération modèle, s'étant soldée par un succès. Elle servit notamment de guide au projet PLUTON, organisé sous le mandat de Dwight D. Eisenhower et lancé par John Fitzgerald Kennedy pour renverser le gouvernement de Fidel Castro en 1961.   
Parue en 1997, l'étude de Cullather lui value de nombreuses critiques positives, qualifiée par le professeur de sciences politiques Lars Schoultz de " document d'une valeur exceptionnelle - [il ne s'agit] pas simplement d'une chronique lucide de qui a fait quoi à qui, mais un récit édifiant sur la façon dont le secret a permis aux responsables gouvernementaux d'éviter les questions de perspective, de proportion, de bien et de mal ". L'historien Greg Grandin qui a notamment travaillé sur l'ingérence américaine dans le génocide guatémaltèque, s'est appuyé sur les documents fournis par Cullather et qualifie son étude de " travail scientifique et pédagogique extrêmement important ".   
Outre son étude sur le Guatemala, Cullather s'est intéressé aux relations entre les Philippines et les États-Unis. Son étude a fait l'objet d'un nouveau livre publié en 1994 intitulé Illusions of Influence : The Political Economy of United States-Philippines Relations, 1942-1960. Dans cet ouvrage, il fait valoir que ces relations n'étaient pas aussi dominées par les États-Unis que le veut la sagesse conventionnelle, que la relation client-patron est souvent une dynamique compliquée (par exemple, les États-Unis étaient intéressés par des bases militaires tandis que les Philippines cherchaient à contrôler leur propre économie), et que "l'influence américaine - si souvent présentée comme un fait dans les documents des États-Unis - est à bien des égards illusoire"[].   
Cullather a également travaillé comme rédacteur au Journal of American History . Dans les années 2000, son expertise lui vaut également d'être interviewé dans un documentaire portant sur l'extraction de l'or au Guatemala : Gold Fever sorti en 2013.   

## Travaux
- The hungry world : America's Cold War battle against poverty in Asia. Cambridge, MA : Harvard University Press, 2010.
- Secret history : the CIA's classified account of its operations in Guatemala, 1952-1954. Stanford, Calif : Stanford University Press, 1999.
- Illusions of influence : the political economy of United States-Philippines relations, 1942-1960. Stanford, Calif : Stanford University Press, 1994.
- Managing nationalism : United States National Security Council documents on the Philippines, 1953-1960. Quezon City: New Day Publishers,1992.